# 小妞死翹翹
《小妞死翹翹》（Girls gone dead）是2012年上映的恐怖血腥片，由Michael Hoffman Jr及Aaron T. Wells擔任導演，影片等級為限制級。
《小妞死翹翹》片裡面充滿着血腥以及開腸破肚，及許多露點的場景畫面，為一部B級片的恐怖黑色喜劇。

## 劇情
電影中訴說了一位母親信奉宗教，強迫自己的女兒必須保護自己的貞操，必須要貞潔，身旁不能充斥着色情的人事物。
劇中的女主角是啦啦隊員，她活在母親的管教之下已經許多年，在學校放春假的時候，與另外五位啦啦隊的朋友決定要去朋友家的別墅玩，放鬆身心。女兒Rebecca告訴母親要與朋友出去玩，母親告訴她要保持貞潔，女兒答應之後，出門到了加油站就換上了另一套性感的衣服，當然她的朋友也是穿得火辣。在前往別墅的途中認識了一群男生，她們決定一起去別墅玩，到了別墅之後裡面充滿了比基尼辣妹，有DJ還有攝影師等等。
但恐懼可怕的事其實已經悄悄地發生在這些年輕人的身旁，Rebecca的一位啦啦隊朋友，在樹林裡與另一位男子親熱的同時被一位戴著面具的殺人魔給砍死了，但女主角與朋友卻渾然不知，依然在別墅裡開著派對玩耍。殺人事件接連不斷地發生，警方也到現場，並且封鎖了現場，但殺人魔依然持續出現並殺人，直到女主角發現其實這面具沙魔就是自己的母親，那個告誡自己要貞潔的母親，母親宣稱是要保護她所以才將她身旁所有有關色情的人事物抹滅，Rebecca決定要把自己的母親殺掉，因為母親已經瘋了，最後那位面具殺人魔被活活地燒死了。

## 道具
- 劇中面具殺人魔所使用的是一把斧頭，那把斧頭像是中世紀的戰斧。

## 演員表
- Jerry Lawler (傑里勞勒)
- Ron Jeremy (羅恩·杰里米)
- 琳妮·奎格蕾
- Al Sapienza